# 2020-ih
3. tisućljeće
◄ | 20. stoljeće | 21. stoljeće | 22. stoljeće | ►
◄ | 1990-ih | 2000-ih | 2010-ih | 2020-ih | 2030-ih | 2040-ih | 2050-ih | ►
2020. | 2021. | 2022. | 2023. | 2024. | 2025. | 2026. | 2027. | 2028. | 2029.
2020-ih trenutno je desetljeće gregorijanskog kalendara koje je započelo u četvrtak 1. siječnja 2020., a završit će u ponedjeljak 31. prosinca 2029.
Desetljeće je započelo globalnim poremećajima i neredima izazvanim pandemijom COVID-19. Prije nereda postojale su tenzije između Irana i SAD-a nakon atentata na Qasem Soleimani-a. Trumpa se opozivalo zbog zloupotrebue moći i opstrukcije Kongresa. Tijekom požara grmlja u Australiji izgorjelo je 18,6 milijuna hektara. Među globalnim neredima, Ujedinjeno Kraljevstvo 1. veljače počelo je proces napuštanja EU koji je završio početkom sljedeće godine. Pandemija COVID-19 uzrokovala je dva crna ponedjeljka i crni četvrtak započevši najveću recesiju u povijesti nakon Velike depresije. Hrvatska je doživjela potres u Zagrebu 22. ožujka 2020. u kojem je jedna osoba poginula. Mnogi su događaji pomaknuti u 2021. godinu. Smrt Georgea Floyda izazvala je rasne nerede u Sjedinjenim Državama i širom svijeta. U rujnu je globalni broj smrtnih slučajeva od koronavirusa premašio milijun. Među tim neredima bio je i drugi rat na Gorskom Karabahu u kojem je Azerbajdžan pobijedio oslobađajući pokrajinu koju je okupirala Armenija 1994. godine. Održali su se 59. predsjednički izbori u Americi, ali je došlo do nereda jer je Trump odbio prihvatiti Bidenovu pobjedu, izazvavši proteste u obje stranke. 2020. je godina završila napadom u zračnoj luci u Adenu dok je Hrvatska bila pogođena jakim potresima od 28. prosinca do 31. prosinca koji su se dogodili u blizini Petrinje. Krajem te godine zabilježena je velika konjunkcija Jupitera i Saturna i COVID-19 potvrđen je s trideset šest slučajeva na Antartici.
Početkom 2021. godine, tranzicija je Ujedinjenog Kraljevstva prestala u ponoć 1. siječnja (CET) čime je konačno napustila Europsku uniju nakon 48 godina članstva. Hrvatska je obilježila dan žalosti dva dana nakon potresa 31. prosinca. Dan poslije, Hrvatska je dobila pomoć od Švedske, Njemačke i Turske. U središnjoj su se Hrvatskoj potresi nastavili događati u prvome tjednu siječnja. U Americi je zabilježen veliki juriš na kapitol u kojem je 5 osoba poginulo. Trumpove pristaše probile su se u zgradu rukama ili konopcem i razbijanjem prozora. Time je Trump postao prvi predsjednik koji je opozvan drugi put. U državnom udaru u Mijanmaru s vlasti je svrgnuta Aung San Suu Kyi i promijenjena je vojna vladavina. NASA-ina misija Mars 2020 (koja sadrži rover Perseverance i helikopterski dron Ingenuity) sletjela je na Mars u krater Jezero, nakon sedam mjeseci putovanja. Tijekom sjevernoameričke zime, snježna oluja izazvala je krizu u Teksasu gdje je nekoliko milijuna ljudi ostalo bez pitke vode i električne energije.

## Događaji i trendovi

### 2020.
- Pandemija COVID-19 – Prvi slučaj u Wuhanu u prosincu 2019. Bolest COVID-19 izaziva virus SARS-COV-2.
- Ujedinjeno Kraljevstvo započelo je proces napuštanja EU koji je završio 1. siječnja 2021. u 00:00 (CET).[19]
- Globalni gospodarski poremećaj 2020. – najveća recesija zabilježena u povijesti nakon Velike Depresije.
- Rasni nemiri 2020. – George Floyd ubijen je 25. svibnja 2020. što je izazvalo rasne nemire između Afroamerikanaca i policije u SAD-u, a zatim i širom svijeta.
- Drugi rat u Gorskom Karabahu – Azerbajdžan je pobijedio 26 godina nakon što je Armenija okupirala regiju 1994.[20][21]

### 2021.
- Ujedinjeno Kraljevstvo napustilo je Europsku uniju završetkom tranzicije od 1. veljače do 1. siječnja u 00:00 (CET).
- Afričko kontinentalno područje slobodne trgovine (AfCFTA) stupilo na snagu.
- Završena trogodišnja diplomatska kriza između Katara i Saudijske Arabije potpisom deklaracije.
- Inauguracija Josepha Bidena
- Perseverance Rover (dio misije Mars 2020) uspješno je sletio u krater Jezero.
- Epidemija H5N8[22]

## Svjetska politika
- Predsjednički izbori u Sjedinjenim Državama (2020.). Joe Biden pobjedio Trumpa s 306 glasova od 232.[23]
- Juriš na Kapitol Sjedinjenih Država (2021.). 4 osobe poginule tijekom ulaska.[24][25]

## Hrvatska

### Događaji

#### 2020.
- 1. siječnja – Hrvatska je preuzela predsjedanje Vijećem Europske unije.[26]
- 5. siječnja – Zoran Milanović pobijedio u drugoj rundi predsjedničkih izbora u Hrvatskoj.[27]
- 25. veljače – Prvi zabilježen slučaj COVID-19 bolesti u Hrvatskoj.[28]
- 22. ožujka – Zagreb pogođen snažnim potresom koji je usmrtio jednu osobu i ranio 26 te oštetio nekoliko građevina.[29]
- 24. travnja – Broj zabilježenih slučajeva COVID-19 premašio je 2.000.[30]
- 18. svibnja – Raspustio se 9. Hrvatski sabor.[31]
- 5. srpnja – održani Izbori za zastupnike u 10. saziv Hrvatskog sabora. Pobjednik je izbora Hrvatska demokratska zajednica.[32][33]
- 12. listopada – Ubojstva u Zagrebu.[34][35]
- 27. prosinca –  Započelo cijepljenje protiv COVID-19 u Hrvatskoj.[36]
- 28. prosinca – 31. prosinca – Potresi u Petrinji.[37][38][39][40]

#### 2021.
- 2. siječnja – Dan žalosti zbog potresa koji je 29. prosinca 2020. pogodio Banovinu.
- 3. siječnja –  Hrvatska je dobila humanitarnu pomoć iz 20 država uključujući Tursku, Njemačku i Švedsku.
- 4. siječnja – Noću i rano ujutro zabilježena su nova podrhtavanja tla na području središnje Hrvatske.
- 6. siječnja – Novi snažan potres pogodio je Hrvatsku: u 18:01 sati seizmografi Seizmološke službe RH zabilježili su potres magnitude 5,0 po Richteru s epicentrom kod Petrinje. Potres se osjetio u središnjoj Hrvatskoj.

#### 2023.
- 11. veljače - Riječka grupa Let 3 pobijedila je na Dori i izborila nastup na Eurosongu u Liverpoolu.

## Glazba
Streaming na platformama kao što su Youtube Music, Amazon Music i Apple Music povećao se zbog pandemije bolesti COVID-19. Brojni glazbeni festivali otkazani su zbog virusa. Pandemija COVID-19 zaustavila je  brojne turneje.
Pop, hip hop, R&B, breakbeat nu skool, reggae fusion i nu-disco prevladavao je prvim dijelom desetljeća.

## Moda
Modni trendovi 2020. godine uvelike su nadahnuti 1980-ima i 2000-ima.

## Arhitektura
Došlo je do renesanse u ekspresionističkoj arhitekturi. SoFi Stadium dovršen je 8. rujna 2020. i sastavni je dio Hollywood Parka, glavnog planiranog susjedstva u razvoju u kalifornijskom gradu Inglewoodu.

## Vanjske poveznice
|  | Zajednički poslužitelj ima još gradiva o temi 2020-ih |